# Stary Służew
Stary Służew – obszar MSI w dzielnicy Ursynów w Warszawie. Obejmuje m.in. część terenów dawnej wsi Służew.

## Położenie
Stary Służew położony jest w północno-wschodniej części dzielnicy Ursynów, w obszarze między ulicami: Dolina Służewiecka, Jana Ciszewskiego, Jana Rodowicza „Anody” a rezerwatem przyrody Skarpa Ursynowska. Ponadto w północno-wschodniej części obszaru jego granica biegnie wzdłuż koryta Potoku Służewieckiego i na krótkim odcinku wzdłuż alei Wilanowskiej.
Graniczy z obszarami Stegny i Służew w dzielnicy Mokotów, Błonia Wilanowskie w dzielnicy Wilanów oraz Ursynów Północny i Ursynów-Centrum w dzielnicy Ursynów.

## Ważniejsze obiekty
- Pałac Krasińskich
- Gucin Gaj
- Kościół św. Katarzyny z starym cmentarzem przy ul. Fosa
- Kampus Szkoły Głównej Gospodarstwa Wiejskiego
- Fort „Służew”